# Renji Abarai
Renji Abarai (阿散井 恋次, Abarai Renji) is een personage uit de Japanse anime- en mangaserie Bleach. Hij is de luitenant van de 6de divisie van de Gotei 13.

## Achtergrond
Renji heeft lang rood haar dat meestal in een paardenstaart zit. Zijn gehele bovenlichaam is bedenkt met tatoeages. Hoe hij daaraan komt is onduidelijk, wel komen er steeds meer bij naarmate hij in rang stijgt. Hij draagt een standaard Shinigami-uniform met iets op zijn hoofd, een hoofdband of een zonnebril.
Renji zijn persoonlijkheid varieert van zelfgenoegzaam en verwaand in zijn eerste verschijning in Bleach tot zelfmedelijden en gedeprimeerd na zijn nederlagen. Hij is een van de weinige niet-captains die Bankai kan gebruiken, wat hem een van de sterkste niet-captains van Soul Society maakt. Op veel vlakken lijkt hij op Ichigo Kurosaki, wat ertoe leidt dat ze in de Bount arc vaak als broers gezien worden.

## Vroegere geschiedenis
Renji Abarai leefde in het 78ste district van Rukongai als wees samen met een groep kinderen waaronder Rukia Kuchiki. De groep leefde van het stelen van voedsel. Toen Renji en Rukia erachter kwamen dat ze een grote spirituele kracht hadden, besloten ze om bij de groep te blijven. Toen de anderen kinderen waren gestorven, deed dit hen besluiten om een shinigami te worden voor een beter leven in Seireitei.
Op de Shinigami-academie werd Renji in de hoogste klas gezet, door zijn goede omgang met zijn zwaard, hoewel hij slecht was in Kidō. Zijn leraar was Shuhei Hisagi. Op de academie raakte hij bevriend met Izuru Kira en Momo Hinamori, die ook luitenant zijn geworden.
Zijn relatie met Rukia bekoelde nadat ze in de Kuchiki-familie werd geadopteerd. Hij vond dat hij geen plaats meer in haar leven had nu ze van adel was.
Renji heeft samen met Kira en Hinamori gediend onder Sōsuke Aizen en Gin Ichimaru in de 5de divisie. Hierna ging Renji naar de 11e divisie en kreeg daar de rang van 6de seat officer. Gedurende deze tijd werd hij vrienden met Ikkaku Madarame die Renji heeft leren vechten. Op dezelfde dag dat Rukia naar de echte wereld op missie werd gestuurd, werd Renji gepromoveerd tot luitenant in de 6de divisie. Nadat hij Byakuya Kuchiki, de captain van de 6de divisie, had ontmoet was de grootste wens van Renji om Byakuya in kracht te overtreffen.

## Verhaallijnen
Renji en zijn kapitein Byakuya Kuchiki worden naar de mensenwereld gestuurd om Rukia Kuchiki te vinden en arresteren. Als ze Rukia vinden verschijnt Uryu Ishida, maar die wordt binnen enkele seconden verslagen door Renji. Daarna arriveert Ichigo Kurosaki om Rukia te redden. Ichigo en Renji vechten kort, maar voordat Renji verslagen is stapt Byakuya in het gevecht en verslaat hij Ichigo. Als Rukia in Soul Society in de cel zit, bezoekt Renji haar van tijd tot tijd om te zien hoe het met haar gaat.
Ichigo verschijnt niet veel later in Soul Society om Rukia te redden van haar executie. Renji, die Ichigo de schuld geeft van haar executie, gaat met hem vechten. Renji kan niet van Ichigo winnen en na zijn verlies smeekt hij Ichigo om Rukia te redden. Doordat hij verslagen is wordt hij gevangengezet. Nadat hij van zijn wonden is genezen ontsnapt hij uit de cel en gaat hij trainen om Bankai van zijn zanpakuto te bereiken. Na zijn training gaat hij op weg om Rukia te bevrijden maar wordt gestopt door Byakuya. Ze bevechten elkaar met Bankai, maar Renji’s onervarenheid in Bankai zorgt ervoor dat Byakuya wint.
Nadat hij is genezen van die wonden gaat hij naar de plek van de executie om voor de laatste keer Rukia te redden. Als hij daar aankomt heeft Ichigo dat al gedaan en hij geeft Rukia aan Renji om te vluchten. Onderweg komen ze Kaname Tōsen tegen en die brengt ze met Shunpo terug naar het executieterrein. Daar komen ze erachter dat Tōsen Sosuke Aizen, en Gin Ichimaru de verraders zijn en dat ze niet van plan zijn om Rukia te laten leven. Renji vecht om haar te verdedigen, maar hij wordt snel verslagen door Aizen, die de Hōgyoku uit Rukia haalt, die er in geplaatst was door Kisuke Urahara. Rukia is uiteindelijk gered door Byakuya, maar Aizen kon ontsnappen uit Soul Society. Als Renji volledig hersteld is ziet hij Ichigo terugkeren naar de mensenwereld.
Renji verschijnt in de mensenwereld om te helpen om de Bounts te verslaan. Als er shinigami zijn verslagen door Ugaki, gebruikt Renji zijn Bankai om hem te verslaan en zo zijn vrienden te redden. Renji weet de doll van Ugaki gek te maken zodat het zijn baas vermoordt. In Soul Society houdt hij zich bezig met Mabashi. Nadat die verslagen is helpt Renji de gewonden te verzorgen.
Als Aizen’s Arrancar een bedreiging voor de mensenwereld begint te worden, wordt Renji samen met een groep andere Shinigami naar de mensenwereld gestuurd. Tijdens de tweede Arrancar-invasie vecht hij tegen Yylfordt Granz, die hij weet te verslaan als zijn limiet op zijn kracht wordt opgeheven. Na dat gevecht krijgt hij de opdracht van Kisuke Urahara om Yasutora Sado te trainen. Nadat Orihime Inoue gevangen is genomen door de Arrancars worden de Shinigami teruggeroepen naar Soul Society.
Renji en Rukia gaan naar Hueco Mundo om daar samen met Ichigo, Sado en Uryu Ishida Orihime te redden. Nadat ze als groep zijn gesplitst gaat hij samen met Dondochakka Bilstin op zoek naar Orihime. Ze komen de achtste Espada Szayel Aporro Granz tegen. In het gevecht komt Renji erachter dat Szayel al zijn krachten heeft geanalyseerd, in het gevecht met Ylfordt, zijn broer. Szayel had speciale instrumenten in het lichaam van zijn broer geplaatst, en Renji's hele vechtpatroon geanalyseerd. Uryu komt Renji helpen, maar zijn aanvallen worden ook gestopt door Szayel. Renji en Uryu worden zo aangevallen dat ze niet meer kunnen vechten en leven ze bij de genade van Szayel. Uiteindelijk redt Mayuri Kurotsuchi hen, met zijn Bankai.

## Zabimaru
Renji Abarai's Zanpakutō is Zabimaru (蛇尾丸). Het commando om de Shikai te activeren is roar.
Het is zeldzaam dat de ziel van de Zanpakutō te zien is in de serie. Zabimaru is een nue (een baviaan met een slang als staart). Zabimaru houdt van vechten en is trots, wat overeenkomt met de persoonlijkheid van Renji. De slang en de baviaan kunnen beiden praten, al is de baviaan het dominantst.
In de Shikai transformeert de Zabimaru in een zwaard dat uit segmenten bestaat. De segmenten worden bij elkaar gehouden door een draad wat het zwaard meer op een zweep doet lijken dan een zwaard. Al kan het makkelijk als zwaard dienen als de segmenten aan elkaar vast blijven zitten. Renji kan drie keer alle segmenten laten uitstrekken om ze daarna bij elkaar te houden om de Zabimaru op te laden. Ook kan Renji zijn spirituele kracht gebruiken om de segmenten los te koppelen en de tegenstander te omsingelen. De aanval die volgt heet Higa Zekkō (狒牙絶咬), maar het brengt schade toe aan de Zabimaru en zorgt ervoor dat Renji zich niet kan verdedigen.
Zabimaru's originele Bankai Bankai is Hihiō Zabimaru en transformeert Zabimaru in een enorme een skeletachtige slang. Zabimaru krijgt meer segmenten, die ook veel groter zijn dan van de Shikai. Renji heeft ook een ander uniform, hij heeft een bontkraag tot zijn schouders. In tegenstelling tot de shikai houdt Renji de segmenten bij elkaar door zijn spirituele kracht en kan hij ze loskoppelen als hij dat wil. De segmenten zijn sterk en maken het lastig om Zabimaru te verwoesten. Zabimaru snijdt zijn tegenstander niet, maar Renji gebruikt het hoofd van de Bankai-vorm om de tegenstander tegen de grond te smijten. Zabimaru heeft ook een speciale techniek die bekendstaat als Hikōtsu Taihō (狒骨大砲). Renji kan deze techniek pas gebruiken als hij wat meer ervaring heeft met Bankai. De techniek zorgt ervoor dat de mond van Zabimaru spirituele kracht afvuurt. Ook kan hij een krachtigere Higa Zekkō gebruiken, waar alle segmenten uit elkaar gaan en scherper worden door spirituele kracht. Tijdens Renji's training met Squad Zero  ontdekt hij dat Hihiō Zabimaru niet de echte naam is van zijn Bankai. Zabimaru had namelijk tegen Renji gelogen, omdat ze niet vonden dat Renji in staat was hun volle kracht te hanteren.
Renji's ware Bankai is Sōō Zabimaru (双王蛇尾丸), en het doet de Bankai een veel compactere vorm aannemen. Renji's rechterhand is bedekt door een slangenschedel vanwaar uit de mond een zwaard komt. De nek van de slang is bedekt met rode vacht, en eruit komt een skelet-achtige slangenstaart die langs Renji's arm loopt en achter hem hangt. Renji's shouders zijn bedekt door pantser, en aan zijn linkershouder hang een lange mantel van dikke vacht. Renji heeft drie krachten getoond die Sōō Zabimaru bezit. De eerste is Hihiō Zabimaru, en daarmee verandert de mantel van vacht in een enorme skeletachtige hand de bewegingen van Renji's linkerarm nabootst. De tweede is Orochiō, en daarmee verandert het zwaard in een vorm gelijkaardig aan Zabimaru's Shikai. De laatste techniek is Sōō Zabimaru, Zaga Teppō. Als hij met het zwaard iemand doorboort, dan kan hij met Zaga Teppō een reusachtige slangenkop van spirituele energie vormen die op de vijanden neerbijt en ze daarmee verkoolt.